# Schlicht & Ergreifend
Schlicht & Ergreifend ist das Debütalbum der Deutschrock-Band Haudegen. Das Doppelalbum erschien 2011 bei Warner Music und setzt den musikalischen Stilwechsel der früheren Rapper Hagen Stoll und Sven Gillert zum Rock fort. Das Album wurde mit Gold ausgezeichnet.

## Entstehungsgeschichte
Nachdem Haudegen im Oktober 2010 eine gleichnamige erste EP veröffentlichte, wurde vom Berliner Duo ein „ganzes“ Album für 2011 angekündigt.
Am 20. Mai 2011 erschien die Vorabauskopplung Ein Mann ein Wort. Eine Woche später brachte Haudegen ihr Debütalbum Schlicht & Ergreifend als ein Doppelalbum  mit insgesamt 20 Liedern heraus. Es erschien neben verschiedenen Downloadmöglichkeiten für Käufer auch klassisch als CD und auf Vinyl.
Die verwendete Musik des Albums wurde anteilig von Stoll und Gillert geschrieben, die Texte komplett. Unter den musikalischen Mitautoren findet sich auch der Bassist der Band Münchener Freiheit Michael Kunzi. Produziert wurde das Album vom Produktionsteam Tuneverse, dem auch Kunzi angehört. Die Einspielungen entstanden teilweise unter Mitwirkung des Babelsberger Filmorchesters.
Das Album-Cover zeigt die beiden Musiker in Arbeiterkleidung in einer Altberliner Kneipe sitzend, und im insgesamt schwarz-weiß gestalteten restlichen Booklet wurden die Liedtexte mit Nahaufnahmen von Tattoos ergänzt. Die dabei verwendeten Fotos wurde von Erik Weiss erstellt.

## Musikstil und Texte
Wie der Name des Doppelalbums vermuten lässt, besteht es aus zwei Tonträgern: Schlicht und Ergreifend. Beide sind musikalisch deutlich unterschiedlich. Während Schlicht lautere rockigere Lieder enthält, besteht Ergreifend aus ruhigen jazzigen Balladen. Damit ähnelt der erste Teil des Albums noch Haudegens selbstbetitelter Vorgänger-EP, wobei deren teilweise Härte schon nicht mehr erreicht wird. Der zweite Teil wurde hingegen größtenteils akustisch aufgenommen. Dabei wurden verschiedene Perkussions- und Tasteninstrumente verwendet.
Die Lieder handeln inhaltlich von Problemen aus dem sozialen Umfeld der beiden Musiker und versuchen ihren Hörern Hoffnung zu geben. Ehrliche Arbeit, Kameradschaft und Liebe sind wiederkehrende Themenkreise.

## Titelliste
Schlicht
| Nr. | Titel                        | Länge | Mitautor(en) Musik              |
| --- | ---------------------------- | ----- | ------------------------------- |
| 1.  | Flügel & Schwert             | 4:03  | Albi Albertsson                 |
| 2.  | Zu Hause                     | 4:09  | Albi Albertsson                 |
| 3.  | So fühlt sich Leben an       | 3:39  | Albi Albertsson                 |
| 4.  | Ein Mann ein Wort            | 3:16  | Albi Albertsson                 |
| 5.  | Der Tag, den ich nie vergess | 3:46  | Michael Kunzi                   |
| 6.  | Alles Gute von dieser Welt   | 4:10  | Albi Albertsson                 |
| 7.  | Ich war nie bei Dir          | 3:22  | Alexander Komlew, Michael Kunzi |
| 8.  | Geh in das Licht             | 4:21  | Albi Albertsson                 |
| 9.  | Auf die alten Zeiten         | 3:40  | Alexander Komlew, Michael Kunzi |
| 10. | Rot markiert                 | 5:58  | Alexander Komlew                |

Ergreifend
| Nr. | Titel                         | Länge | Mitautor(en) Musik          |
| --- | ----------------------------- | ----- | --------------------------- |
| 1.  | So oder so                    | 3:58  | Alexander Komlew            |
| 2.  | Alles war besser              | 4:07  | Alexander Komlew            |
| 3.  | Setz die Segel                | 4:31  | Alexander Komlew            |
| 4.  | Dein Zimmer                   | 4:22  | Alexander Komlew            |
| 5.  | Deutschland ein Wintermärchen | 3:35  | Michael Kunzi, Zippy Davids |
| 6.  | Weiße Westen                  | 4:07  | Michael Kunzi, Zippy Davids |
| 7.  | Der alte Mann im Hof          | 3:36  | Alexander Komlew            |
| 8.  | Mein Glück                    | 3:19  | Michael Kunzi, Zippy Davids |
| 9.  | Wo bist Du hin?               | 3:28  | Michael Kunzi, Zippy Davids |
| 10. | Auf Wiedersehen               | 3:53  | Michael Kunzi, Zippy Davids |

Bonustracks
- Hinter den Kulissen 1
- Schweigen ist Gold 2
- Ich teil’s mit dir 2
- Mein Freund 3
- Wir 3

1 Saturn-Bonustrack (CD), 2 iTunes-Bonustracks (Download), 3 Album-Fanpaket-Bonustracks (Download)

## Rezensionen
Der radioeins-Soundcheck-Moderator Andreas Müller und Kai Müller vom Tagesspiegel unterteilten bei ihrer Besprechung das Doppelalbum in eine laute harte „Rock-CD“ und eine leisere „Liedermacher-CD“. Die erste Scheibe beurteilten sie als eher nicht gelungen, musikalisch wie textlich: „Pseudo-Handwerker- und Arbeiterästhetik“. Erst das letzte Stück Rot markiert sei ein Höhepunkt, eine „nachvollziehbare Melodie“. Mit der zweiten Scheibe hingegen sei eine „Überraschung“ gelungen: Der Widerspruch zwischen „harten Straßenstimmen“ und „schmiegsamen Versen“ schaffe „musikalische Reibung“, wie bei So oder so. In den Titel Deutschland ein Wintermärchen sei auch politisch viel hineininterpretierbar. Ihre abschließende Wertung: „4 x geht in Ordnung“.